# Яков Готовац
Яков Готовац (хорв. Jakov Gotovac; 11 жовтня 1895, Спліт, тоді Австро-Угорщина — 16 жовтня 1982, Загреб, Югославія) — хорватський композитор і диригент. Він є автором найвідомішої хорватської опери — комічної Ero s onoga svijeta («Еро з того світу»), прем'єра якої відбулася у Загребі в 1935 році.

## Біографія
Яков Готовац народився у Спліті (тоді частина Австро-Угорщини) і спершу не мав ніякої формальної музичної освіти. Якову пощастило, що ним зайнялися і підтримали його Йосип Гатце (Josip Hatze), Кирил Мефодій Граждіра (Cyril Metoděj Hrazdira) і Антун Добронич (Antun Dobranić), які прищепили молодому митцю націоналістичне спрямування у музиці. І якщо свою освіту він почав, як студент юридичного факультету в Загребі, у 1920 році повністю переключився на написання музики. У Відні він навчався у класі Йохана Маркса (Johan Marx).
Повернувшись додому, в 1922 році Яков Готовац заснував філармонічне товариство у Шибенику. У 1923 році він переїхав у Загреб, де продовжував працювати і як диригент, і як композитор до самої смерті. Близько 35 років — у період 1923—1958 років Я. Готовац був оперним диригентом у Хорватському національному театрі (Hrvatsko narodno kazalište), також він був керівником академічного музичного товариства «Младость» (Mladost, «Молодість») і хору ім. Владимира Назора.
Найвідомішим музичним твором Готоваца, поза свякими сумнівами, стала опера Еро… на лібрето, написане Миланом Беговичем (Milan Begović). Опера стала всесвітньо відомою — її виконували на всіх континентах, окрім Австралії, зокрема лише у Європі її виконували у понад 80 театрах, а лібрето переклали 9-ма мовами. Композитор також написав безліч інших творів для оркестру, а також вокальної музики, фортепіанних п'єс тощо.
У своїх творах Яков Готовац презентував пізній національний романтизм, з використанням фольклору, що власне був головним джерелом його музичних ідей і творчого натхнення. У музичному плані композитор віддавав перевагу омофонічній текстурі, і досить простій гармонічній структурі, що відповідало народній мові, якою він захоплювався.
1964 року отримав Премію Владимира Назора за значні досягнення у музиці.
Готовац помер у 87-річному віці у Загребі (тоді СФРЮ).

## Доробок
У доробку Якова Готоваца:
- оркестрові твори:
  - Simfonijsko kolo op.12, 1926;
  - Pjesma i ples s Balkana op.16, 1939;
  - Orači op.18, 1937;
  - Guslar op.22, 1940;
  - Dinarka, 1945;
  - Plesovi od Bunjevaca, 1960;
- хорові твори:
  - 2 скерцо, 1916;
  - 2 pjesme za muški zbor, 1918;
  - 2 pjesme čuda i smijeha, 1924;
  - Koleda, 1925;
  - Dubravka. пастораль для хора і оркестра, текст — Іван Гундулич op. 13, 1927/28;
  - 3 momačka zbora, 1932;
  - Pjesme vječnog jada, 1939;
  - Pjesme zanosa, 1955;
- твори для соло вокалу:
  - Djevojka i mjesec для альта і оркестра, 1917;
  - Erotski moment za glas i glasovir, 1929;
  - 2 Sonate za bariton i orkestar, 1921;
  - Pjesme djevojčice za jedan glas i glasovir, 1923;
  - Gradom za glas i glasovir;
  - Rizvan-aga za bariton i orkestar, 1938;
  - Pjesme čežnje za glas i orkestar, 1939;
- опери:
  - Morana op. 14, 1928/30;
  - Ero s onoga svijeta op. 17, 1933—35;
  - Kamenik op. 23 (1939—44; UA 1946);
  - Mila Gojsalića op. 28 (1948—51; UA 1952);
  - Đerdan op. 30, 1954/55;
  - Dalmaro op. 32 (1958; UA 1964);
  - Stanac op. 33 (1959);
  - Petar Svačić. опера-ораторія op. 35 (1969; 1971).